# دنیس بائر
دنیس بائر (انگلیسی: Dennis Bauer؛ زادهٔ ۱۸ دسامبر ۱۹۸۰) ورزشکار شمشیربازی اهل آلمان است.
وی در مسابقات کشوری و بین‌المللی در مجموع برندهٔ ۱ مدال برنز شده‌است.